# Danthonia araucana
Danthonia araucana är en gräsart som beskrevs av Rodolfo Amando Philippi. Danthonia araucana ingår i släktet knägrässläktet, och familjen gräs. Inga underarter finns listade i Catalogue of Life.